# Jamie Stewart (Xiu Xiu)
James "Jamie" Cyrus Stewart, född 2 mars 1978, är en amerikansk musiker, känd som frontman i Xiu Xiu. Han var tidigare med i musikgrupperna IBOPA och Ten in the Swear Jar och sedan 2010 också medlem i pop-gruppen Former Ghosts. Stewart kommer ursprungligen från Northridge och växte upp i Los Angeles. Han är öppet bisexuell.